# Laguna de la Paja

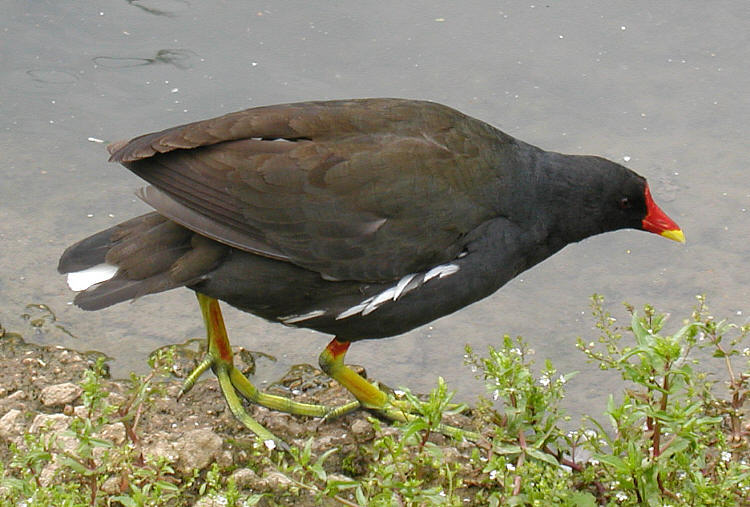
Poya de agua.

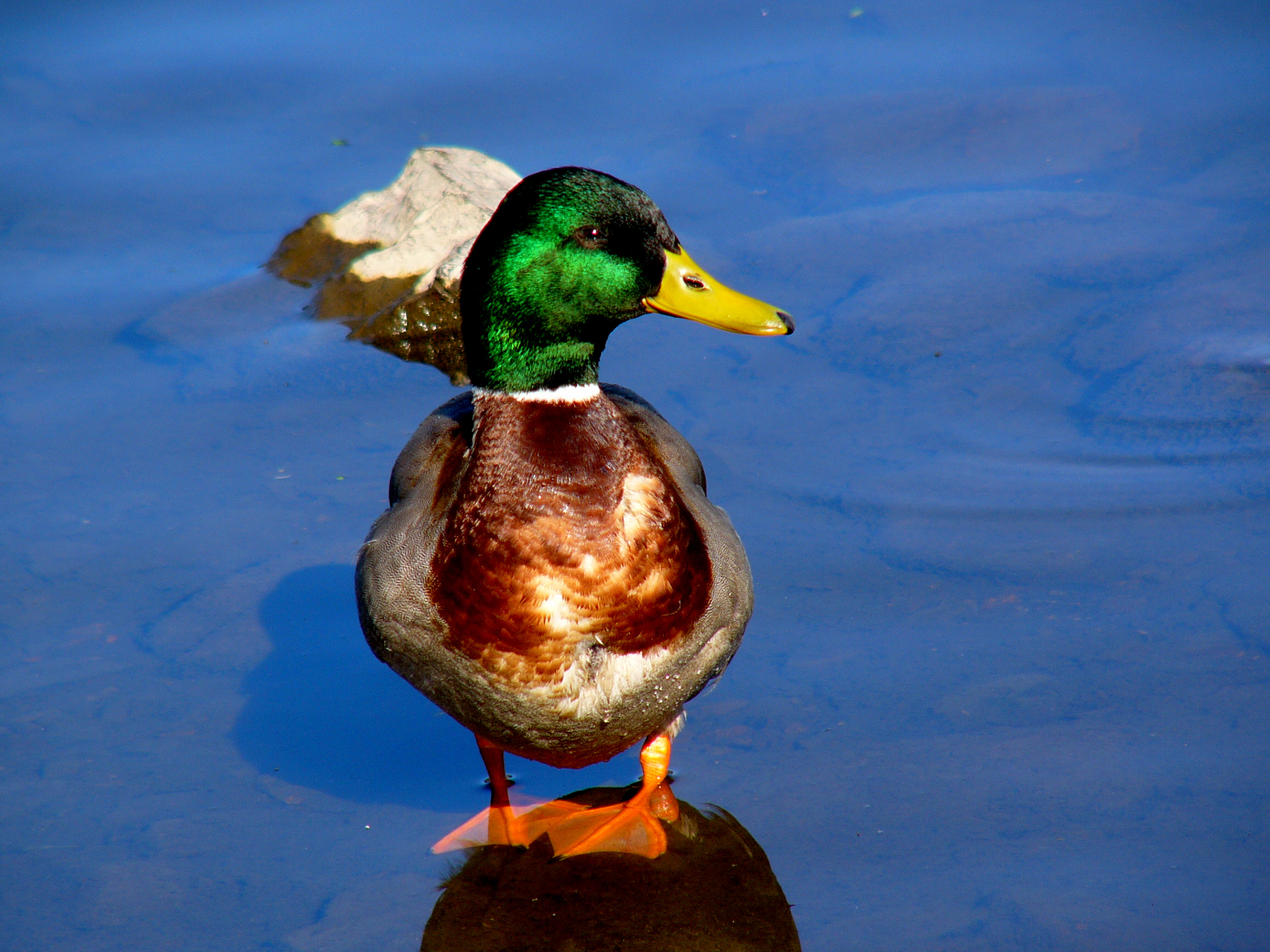
Ánade real.

La Laguna de la Paja es una pequeña laguna de la provincia de Cádiz próxima a la población de Chiclana de la Frontera.

## Características
Es esteparia. Su perímetro es casi triangular y su longitud máxima ronda los 1000 m, con una anchura máxima de unos 650 m. Sus aguas son temporales. 

## Estructura
De escasa profundidad, está casi completamente cubierta de vegetación emergente. En las zonas más profundas, situadas en el centro, que no suelen superar el medio metro, encontramos una gran extensión de enea (Typha dominguensis) y bayunco (Scirpus lacustris). Donde no han colonizado aún estas especies emergentes aparece la sumergida Myriophyllum alterniflorum. En zonas con encharcamientos menos duradero encontramos a Baldellia ranunculoides. Junto a ésta aparecen los primeros rodales de castañuela (Phragmites australis), que más al exterior forma una banda continua donde se intercalan pies de la umbelífera espinosa Eryngium corniculatum.
En zonas más altas aparecen rodales de Juncus subulatus y algún que otro pie de Juncus fontanessi. Entre estos se establece Triglochin laxiflora. A esta altura aparece también Frankenia laevis. En las zonas más salinas se establece Sarcocornia perennis susp. alpini y Limonium ferulaceum. En contacto ya con el sustrato arenoso que sustenta al pinar, pero aún sobre terrenos limosos, encontramos al junco marítimo (Juncus maritimus). 
Por su alto valor ecológico y la avifauna que la habita, es actualmente una Reserva Natural Concertada dentro de la RENPA (Red de Espacios Naturales Protegidos de Andalucía).